# テディ・リネール
テディ・リネール（フランス語: Teddy Riner、1989年4月7日 - ）は、フランスの男子柔道家。2007年の世界選手権において男子では史上最年少の世界王者となった。2007年より世界選手権10大会連続優勝、100 kg超級8連覇。身長204cm、体重150 kg。愛称はテディ・ベア。得意技は大外刈、内股、隅返。現役引退後を睨んで17歳の時にスポーツビジネスに関する会社を起業すると、その後にスポーツマーケティングを専門とする学校も開校するなど、実業家としての側面も持ち合わせている。愛国心が強く、自分の行いが母国のためになることを常に考えている。

## 経歴
リネールはフランスの海外県であるグアドループで生まれ、その後フランス・メトロポリテーヌに移って5歳の時に柔道を始めた。その他にも陸上競技、水泳、ゴルフ、バスケットボール、サッカー、スカッシュなど多くのスポーツを体験した。柔道の大会に参加できる年齢になって勝利を重ねていくうちに、他の競技をやめて柔道に専念するようになった。少年時代のリネールは日本の重量級選手の試合を沢山見て影響を受けたということもあって、日本の柔道スタイルが気に入っていたという。この当時、リネールにとって最高の柔道家は野村忠宏と井上康生だった。14歳になるとフランスの指定強化選手に選ばれ、2007年の世界選手権では憧れの存在だった井上を返し技の効果ポイントで破る などして、男子では史上最年少となる18歳5ヶ月で優勝を果たした。
2008年のフランス国際柔道大会では準決勝で井上と再戦、効果1つの差で勝利し、決勝戦も制し優勝を果たした。同年の北京オリンピックでは優勝候補の筆頭に挙げられていたものの、準々決勝でウズベキスタンのアブドゥロ・タングリエフを攻めきれず、ゴールデンスコアに入ってから指導を与えられて敗戦、敗者復活戦に回った末に銅メダルを獲得した。その後、世界ジュニアと世界選手権 (無差別)で立て続けに優勝して、同一年にジュニアとシニアの世界選手権を制した最初の選手となった(但し、オリンピック実施階級では2014年に世界ジュニアと世界選手権を制した女子の近藤亜美が最初となる)。
2007年より2010年まで世界選手権4大会連続優勝を果たした。2階級制覇を目指した2010年世界選手権の無差別級決勝では、新鋭の上川大樹に指導1を与えたものの、支釣込足で3度腹ばいに崩された末に1-2の判定負けを喫して、銀メダルに終わった。判定に不満のリネールは礼をしないまま畳を去り、フランス国内でバッシングの対象になった。「この敗戦で僕は生まれ変わったんだ」という言葉通り、この敗戦を機に積極的に技を仕掛けるスタイルに変更、国際大会で連勝を重ね、2011年世界選手権では100 kg超級で4連覇を果たした。
2012年7月のロンドンオリンピックでは決勝でロシアのアレクサンドル・ミハイリンに指導3で優勢勝ちして金メダルを獲得した。なお、この時点では模範とする柔道家として井上、ダビド・ドゥイエ及びダルセル・ヤンジの名を挙げている。
2013年の世界選手権では、決勝で地元ブラジルのラファエル・シルバを合技で破るなどオール一本勝ちして、世界選手権で6度目の優勝を飾ることになった。
また、IJFは選手の声をまとめるアスリート委員会の委員長にリネールを選出した。
2014年8月の世界選手権では決勝で日本の七戸龍と対戦すると、指導3でリードしながら終盤に七戸の大内刈で大きく崩れるも、ビデオ判定でポイントと判断されず、そのままリードを守って世界選手権7度目の優勝を果たすことになった。11月にはフランス選手権に出場すると、決勝で同じクラブの練習パートナーでもある100 kg級のシリル・マレと対戦するが、終了1分前まで指導2でリードされるものの、その後合技で逆転勝ちした。
2015年4月には、非オリンピック競技を含めた各種の国際競技連盟が加盟するスポーツアコード（のちのGAISF）のスポーツヒーロー部門の大賞に選ばれた。5月のワールドマスターズでは3度目の優勝を飾った。8月の世界選手権では決勝で前年に続いて七戸と対戦すると、技ありと有効を取って勝利して、世界選手権では史上初となる8度目の優勝を果たした。今回の優勝で2010年の世界選手権無差別決勝で上川に敗れて以来、95戦無敗となった。
2016年の最初の試合となったグランプリ・サムスンでも勝利したが、ウォーミングアアップの最中にコーチである元66 kg級世界チャンピオンのラルビ・ベンブダウの手首を骨折させてしまった。普段からスピードをつけるために軽量級とも練習に取り組んでいたが、こんな事態になったのは初めてのことだという。続くヨーロッパ選手権では準決勝でグルジアのレヴァニ・マチアシビリに苦戦するも終了間際に一本勝ちすると、決勝でもイスラエルのオル・サッソンを破って今大会5度目の優勝を果たした。8月のリオデジャネイロオリンピックでは準決勝でサッソンを隅返の技ありで破ると、決勝では日本の原沢久喜と初対戦となったが、開始9秒に原沢に掛け潰れによる指導が与えられると、その後は組手争いに終始し互いに技が出ない展開となる。中盤に指導2を取るが、終盤には消極的な姿勢の咎めで指導1を与えられた。しかし、そのまま指導1のポイント差を守りきりオリンピック2連覇を達成した。ただ、この戦術に対して観客からはブーイングが起こった。
なお、今大会で審判を務めた大迫明伸によれば、事前の審判ミーティングにおいて今回は特別な大会であるオリンピックなので、選手に柔道をやる時間を今まで以上に与えるようにとの指示があったという。そのため、全体的には指導をいつもより遅く取るなどそれが守られていた。しかしながら、この決勝に限っては原沢に指導を与えるのが早すぎて、リネールが柔道で勝負しなくても良い状況を審判が作ってしまった。結論的に言えば、この試合は審判によるコントロールミスであったとの見解を示した。ジュリーも指導を取り消す権限があったのに敢えてそれを行使することはなかったことに疑問を覚えたともいう。
リオオリンピック以来の大会となった2017年の世界選手権では世界ランキングが14位まで落ちていたためにノーシードでの出場となったが、準々決勝までの4試合を一本勝ちした。準決勝ではヨーロッパチャンピオンのジョージアのグラム・ツシシビリと対戦すると、GSに入った直後に相手の送足払で肘から崩れたもののポイントにはならず、その直後の隅返しで技ありのポイントを取って辛くも勝利した。決勝ではブラジルのダビド・モウラをGSに入ってから膝車で破って世界選手権9連覇を達成した。10月のグランプリ・ザグレブでは決勝でオーストリアのステファン・ヘギを払腰で破って優勝した。11月の世界選手権(無差別)では2回戦でツシシビリから技あり2つを取るなどして決勝まで勝ち上がると、100 kg級の選手であるベルギーのトマ・ニキフォロフに技あり2つで快勝して、10度目の世界選手権タイトルを獲得することになった。今後は長期間の休息を取る予定で、いつ復帰するかは明言しなかった。
その後、2020年の東京オリンピックに照準を合わせるために、2018年の世界選手権と2019年の世界選手権には出場しないことを明らかにした。これにより、世界選手権での連覇は8で止まることになる。なお、グランプリ大会やグランドスラム大会などのIJFワールド柔道ツアーには出場する予定だという。また、2024年に地元のパリで開催されるパリオリンピックへの出場意欲も示した。
2018年後半からトレーニングを再開した。2019年には世界団体の出場を予定している。世界選手権の個人戦は当初出場する予定になかったが、体調次第で出場もあり得るという。1年8か月ぶりの復帰戦となった2019年7月のグランプリ・モントリオールでは準決勝でリオデジャネイロオリンピック100㎏級チャンピオンであるチェコのルカシュ・クルパレクをGSに入ってから払腰の技ありで破ると、決勝ではリオデジャネイロオリンピック以来3年ぶりに原沢と対戦して互いに指導2が与えられるも、GSに入ってから大外刈で技ありを取って優勝した。なお、世界選手権は前年に続いて出場しないことになった。10月のグランドスラム・ブラジリアでは初戦で影浦心を10分近い戦いの末に払腰の技ありで破ると、その後の準決勝ではクルパレクに反則勝ち、決勝では地元のモウラを大外刈りで破って優勝した。
2020年2月のグランドスラム・パリでは3回戦で影浦と対戦すると、GSに入ってから内股すかしの技ありで敗れて、2010年9月に世界選手権無差別決勝で上川に判定で敗れて以来9年5か月続いてきた連勝記録が154で止まった。技でポイントを取られて敗れたのは2007年12月の嘉納杯3位決定戦で高井に内股の技ありで敗れて以来12年2か月ぶりのこととなった。本人は試合後に次のようにコメントした。「自分のミスで敗れた。負けたのが日本選手で良かった」「五輪でこういうことになっていたらショックだっただろう、ここで起こっておいてまだ良かった」「それにもう一つ言いたいのは、ある意味でホッとしたということだ。山下泰裕の記録（203連勝）に近づく中で、勝ち星を数えるのは重いことだった」。10月のフランス選手権団体戦では準々決勝でジョゼフ・テレクに反則負けを喫している。
2021年1月のワールドマスターズでは決勝でロシアのイナル・タソエフに反則勝ちして優勝した。7月に日本武道館で開催された東京オリンピックでは準々決勝で世界ランキング1位であるROCのタメルラン・バシャエフに隅落の技ありで敗れて、野村忠宏に次ぐオリンピック3連覇はならなかった。敗者復活戦ではシルバを腕挫十字固で破ると、3位決定戦では原沢に反則勝ちして、オリンピックで4つ目のメダルとなる銅メダルを獲得した。初開催となった東京オリンピック混合団体では決勝の日本戦で100kg級のオリンピックチャンピオンであるウルフ・アロンを内股の技ありで破ると、チームも勝利して優勝を飾って個人戦での雪辱を果たした。
オリンピック以来の国際大会出場となった2022年7月のグランドスラム・ブダペストでは、オール一本勝ちで優勝した。10月の世界選手権はケガのため出場を回避した。11月にジョージアで開催されたヨーロッパクラブ選手権では準々決勝で地元のツシシビリに技ありで一旦は敗れた。しかしながら、この試合ではツシシビリがリネールの大車を切り返して技ありを取った際に、ツシシビリは反則負けの対象となる軸足を刈っていたとフランス柔道連盟が試合後に抗議した。結果的にIJFは誤審を認めて技ありを取り消すとともに、ツシシビリを反則負けにした。
2023年2月のグランドスラム・パリでは決勝で太田彪雅に反則勝ちして、今大会10年ぶりの優勝を飾った。5月の世界選手権では準々決勝で斉藤立に反則勝ちするなどして決勝まで進むと、中立選手の立場で出場したロシアのイナル・タソエフとの対戦となったが、GSに入って3分過ぎにタソエフがリネールの払腰をめくり返したものの、ポイントにならなかった。その直後にリネールが得意の浮技で技ありを取って世界選手権11度目の優勝を果たした。試合後に主任審判理事のダニエル・ラスカウは、タソエフによるカウンター攻撃は新ルールが規定する講道館由来の技術を駆使せずに相手を横転させたためにポイントが与えられなかったと説明した。しかしその後にラスカウを含めた審判委員会は、専門家の意見も交えた上で現行ルールを考慮した結果、タソエフのカウンターはポイントの付与が可能であったとして、前言を翻すとともに謝罪した。今後この種のめくりにはポイントが与えらえるという。その後、IOCは正式に誤審を認めタソエフを繰り上げ優勝させる措置を取ったため、リネールとタソエフの同時優勝という結果となった。なお、リネールは「私たちは柔道ファミリー。スポーツと政治は全く違うものだ」として、ロシアによるウクライナへの軍事侵攻により国際舞台から除外されていたロシアとベラルーシの選手が、今大会から中立の立場で復帰したことを支持する態度を明らかにした。
2024年2月のグランドスラム・パリでは準決勝でウズベキスタンのアリシェル・ユスポフに横車で技ありを奪われるも内股で逆転勝ちすると、決勝では韓国のキム・ミンジョンを技ありで破って、今大会8度目の優勝を果たした。3月のグランドスラム・アンタルヤでは決勝で斉藤と対戦すると、指導2を先取されるなど劣勢であったが終盤に内股返で技ありを奪い勝利して優勝した。5月のグランドスラム・ドゥシャンベでは決勝で地元タジキスタンのテムール・ラヒモフを内股で破って優勝した。6月にはIJF主催大会でないコンチネンタルオープンのアフリカオープン・マラケシュとヨーロッパオープン・マドリードに立て続けに出場してどちらも優勝した。これにより200ポイントが加算されたため、世界ランキングが7位から6位となって斉藤と順位が入れ替わった。パリオリンピックにおける優勝候補の1人で、中立選手名義で出場するロシアのタソエフと準々決勝での対戦を避けることを目的に、敢えて取られた戦略だった。しかし、斉藤がこの戦略に対抗するためパンナムオープン・リマに出場して優勝を飾り、世界ランキングの順位を再逆転させたことで、この戦略も無駄になった。しかしながら、IOCがロシアによるウクライナへの軍事侵攻を積極的に支持する選手や軍関係者を除外する審査基準に該当するとしてタソエフのオリンピック出場を拒否したため、結果として対戦せずに済むことになった。
2024年パリオリンピックの開会式ではマリー＝ジョゼ・ペレクとともに最終点火者を務めた。パリオリンピックでは準々決勝でツシシビリに谷落で一本勝ちするも、袖を離さないリネールに激昂したツシシビリがジョージア語で暴言を吐いて股間を蹴り上げる素振りを見せたため、柔道精神に反する行為として技ではなく反則で勝利した。なお、ツシシビリは6か月の出場停止処分を受けた。その後に迎えた決勝ではキム・ミンジョンを払腰で破って、個人戦では野村忠宏に続いてオリンピック3度目の優勝、田村亮子に続いて5大会連続でオリンピックのメダル獲得を果たした。決勝を会場で観戦していたフランス大統領のエマニュエル・マクロンとも抱擁した。パリオリンピック混合団体では決勝まで勝ち上がると、日本戦で斉藤を内股で破ると、その後の代表戦でも斉藤を大内刈で破って、チームを2大会連続の優勝へ導いた。
IJF世界ランキングは4550ポイント獲得で7位(24/7/22現在)。

## 得意技
浮技、隅返、大外刈、内股を得意としている。
柔道スタイルとしては基本に忠実に、組み手、足技と繰り出して、大外刈、内股、捨身技、寝技で仕留めていく。ずば抜けた投げの才能がある選手とは言えず、オーソドックスとでも言うべき試合をする選手である。
このようなことから、リネールの強さは、柔道スタイルではなく、類い稀なる体格と、パワーにあると言われている。
かつて2度ほど対戦したことのある鈴木桂治によれば、リネールは慎重に組み手を作り上げて、自分有利にならないと絶対に技を仕掛けない「良い意味で臆病」な側面を有していると指摘した。

## レストランでのトラブル
2013年6月、パリにある無国籍料理レストランのブッダ・バーにリネールが兄弟と立ち寄って食事を済ませると、店内でブラジリアンショーが始まった。その時、周囲の客が写真を撮るために席を離れてショーに近づいたので、自分たちも近づいて見物しようとした。すると兄弟が女性の接客係に腕を掴まれて、クレジットカードないしはIDカードの提示を求められると、今度はリネールも腕を掴まれて同じことを要求された。人種偏見が疑われる行為ではあったが、この時は過分な申し立てをせずに会計を済ませて店を出た。この後、リネールは自身のフェイスブックで、「他の客もショーに近寄っていたのに自分たちだけがこのような態度を取られたのは、他の客が白人だったからだ」と述べるとともに、黒人はブッダバーに近寄るなと警告を発した。一方ブッダ・バー側は、「ショーが始まって離席すると支払いを済ませずに店を後にする客が時々いたためにクレジットカードの提示を求めたのであって、決して人種差別的行為を意図していたわけではない」と釈明するとともに、接客係はリネールが誰だか認識できていなかっただけではあるが、リネールの腕を掴んだことは不適切な振る舞いであったとしてこの接客係を解雇したと述べた。

## 主な戦績

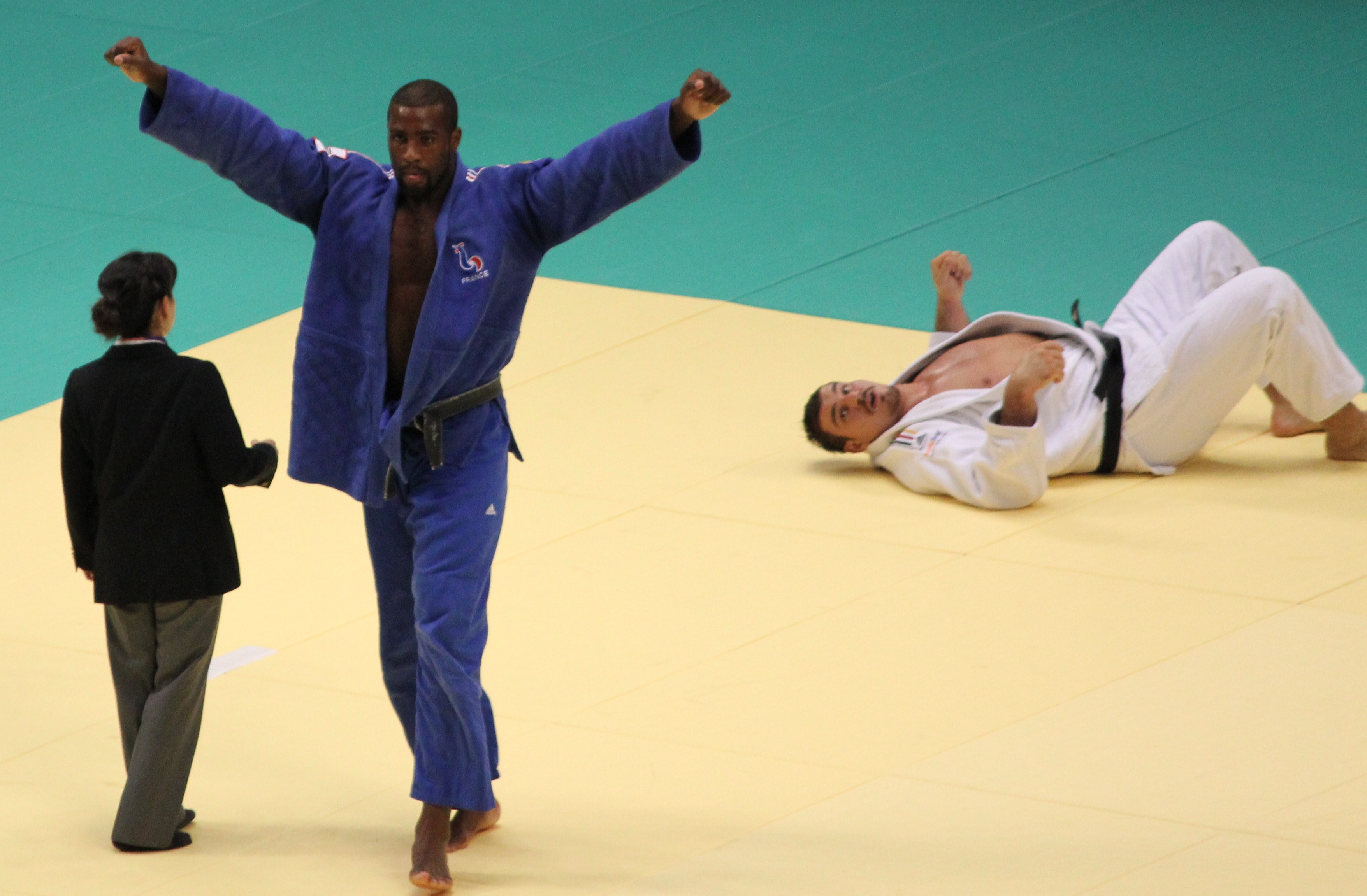
2010年世界柔道選手権大会100 kg超級でアンドレアス・テルツァーに勝利し優勝したリネール（青）

(階級表記のない大会は全て100 kg超級での成績)
- 2005年 - フランスジュニア国際 2位
- 2005年 - ドイツジュニア国際 3位
- 2005年 - ヨーロッパジュニア 3位
- 2006年 - ベルギー国際 3位
- 2006年 - ポーランドジュニア国際 3位
- 2006年 - ヨーロッパジュニア 優勝
- 2006年 - 世界ジュニア 優勝
- 2007年 - フランス国際 3位
- 2007年 - ドイツ国際 3位
- 2007年 - ヨーロッパ選手権 優勝
- 2007年 - チェコジュニア国際 優勝
- 2007年 - 世界選手権 優勝
- 2007年 - 嘉納杯 5位
- 2008年 - フランス国際 優勝
- 2008年 - ドイツ国際 5位
- 2008年 - 北京オリンピック 3位
- 2008年 - 世界ジュニア 優勝
- 2008年 - 世界選手権 優勝
- 2009年 - グランドスラム・パリ 優勝
- 2009年 - 地中海競技大会 優勝
- 2009年 - 世界選手権 優勝
- 2010年 - ワールドマスターズ 優勝
- 2010年 - グランドスラム・パリ 優勝
- 2010年 - ワールドカップ・リスボン 優勝
- 2010年 - 世界選手権 100 kg超級 優勝 無差別 2位
- 2011年 - ワールドマスターズ 優勝
- 2011年 - グランドスラム・パリ 優勝
- 2011年 - ヨーロッパ選手権 優勝
- 2011年 - 世界選手権 優勝
- 2012年 - グランドスラム・パリ 優勝
- 2012年 - ワールドカップ・リスボン 優勝
- 2012年 - ロンドンオリンピック 優勝
- 2013年 - グランドスラム・パリ 優勝
- 2013年 - ヨーロッパ選手権 優勝
- 2013年 - 世界選手権 優勝
- 2014年 - ヨーロッパ選手権 優勝
- 2014年 - 世界選手権 優勝
- 2014年 - グランプリ・チェジュ 優勝
- 2015年 - ワールドマスターズ 優勝
- 2015年 - 世界選手権 優勝
- 2015年 - グランプリ・青島 優勝
- 2015年 - グランプリ・チェジュ 優勝
- 2016年 - グランプリ・サムスン 優勝
- 2016年 - ヨーロッパ選手権 優勝
- 2016年 - リオデジャネイロオリンピック 優勝
- 2017年 - 世界選手権 優勝
- 2017年 - グランプリ・ザグレブ 優勝
- 2017年 - 世界選手権(無差別) 優勝
- 2019年 - グランプリ・モントリオール　優勝
- 2019年 - グランドスラム・ブラジリア　優勝
- 2020年 - グランドスラム・パリ 3回戦敗退
- 2021年 -　ワールドマスターズ　優勝
- 2021年 -　東京オリンピック　3位
- 2021年 -　東京オリンピック混合団体　優勝
- 2022年 -　グランドスラム・ブダペスト 優勝
- 2023年 -　グランドスラム・パリ　優勝
- 2023年 - 世界選手権 優勝
- 2024年 -　グランドスラム・パリ　優勝
- 2024年 -　グランドスラム・アンタルヤ　優勝
- 2024年 - グランドスラム・ドゥシャンベ　優勝
- 2024年 - アフリカオープン・マラケシュ　優勝
- 2024年 - ヨーロッパオープン・マドリード　優勝
- 2024年 - パリオリンピック　優勝
- 2024年 -  パリオリンピック混合団体 優勝

(出典、JudoInside.com)

## 2007年以降、リネールが敗れた選手一覧
リネールは、世界柔道選手権大会において100 kg超級を9連覇した(2007-2017年)。
シニアの世界タイトルの数は、オリンピック、世界選手権を合わせて通算12回であり、これは男女通じて史上最多である。
国際大会に出始めた頃のリネールは国内外の大会で度々敗戦を喫していた。2006年に世界ジュニアで優勝して初めての世界タイトルを獲得してから、2008年の北京オリンピックで3位になるまで9名の選手に敗れた。しかしながら、シニアになってからは2010年9月の世界選手権無差別決勝で上川大樹に1-2の判定で敗れてから、2020年2月のグランドスラム・パリ3回戦で影浦心に内股すかしの技ありで敗れるまで154連勝を記録した。技による一本負けは2007年11月のフランス選手権団体戦のジャン＝セバスチャン・ボンブワサン戦以来、一度も喫してない。技によるポイントは2007年12月の嘉納杯3位決定戦で高井洋平に技ありを取られて以来、2020年2月のグランドスラム・パリ3回戦で影浦に技ありを取られるまで12年2か月もの間取られなかった。
| 対戦日時       | 大会                 | 国籍           | 対戦相手                           |
| -------------- | -------------------- | -------------- | ---------------------------------- |
| 2007年1月20日  | フランス選手権       | フランス       | マチュー・バタイユ                 |
| 2007年2月12日  | フランス国際         | ベラルーシ     | ユーリ・ルイバク                   |
| 2007年2月25日  | ドイツ国際           | イタリア       | パオロ・ビアンケッシ               |
| 2007年11月10日 | フランス選手権団体戦 | フランス       | ジャン＝セバスチャン・ボンブワサン |
| 2007年12月9日  | 嘉納杯               | 日本           | 片渕慎弥                           |
| 2007年12月9日  | 嘉納杯               | 日本           | 高井洋平                           |
| 2008年2月24日  | ドイツ国際           | 日本           | 棟田康幸                           |
| 2008年2月24日  | ドイツ国際           | オランダ       | フリム・ファイスタース             |
| 2008年8月15日  | 北京オリンピック     | ウズベキスタン | アブドゥロ・タングリエフ           |
| 2010年9月13日  | 世界選手権           | 日本           | 上川大樹                           |
| 2020年2月9日   | グランドスラム・パリ | 日本           | 影浦心                             |
| 2020年10月3日  | フランス選手権団体戦 | フランス       | ジョゼフ・テレク                   |
| 2021年7月30日  | 東京オリンピック     | ROC            | タメルラン・バシャエフ             |